# ピアシェーヴォレ! 〜piacevole〜
『ピアシェーヴォレ！ 〜piacevole〜』は、Nab_At/渡辺敦子による日本の漫画作品。comico（NHN comico）にて2013年10月11日より2017年11月9日まで連載された。「ピアシェーヴォレ」はイタリア語で「楽しい」の意味。
『ピアシェ〜私のイタリアン〜』（ピアシェ わたしのイタリアン）として、アース・スター コミックス（アース・スター エンターテイメント）より単行本が刊行されている。

## あらすじ
色とりどりの料理を提供するイタリア料理店、トラットリア「フェスタ」。女子高生・七瀬萌里菜は、そこで出会った個性溢れる面々と過ごすうち、料理の世界に興味を持ち始める。

## 登場人物
七瀬萌里菜（ななせ もりな）
声 - 千本木彩花
本作の主人公である少女。第一部では高校生、第二部では大学生。トラットリア「フェスタ」でウェイトレスのバイトをしている。
明るく天真爛漫な性格の持ち主で、誰に対しても笑顔で接する。あまり要領がいいとは言えず、手先も不器用だが、根は真面目で勤勉。身内以外と話すときは、基本的に敬語を使う。恋愛事に関しては極めて鈍感であり、誰もが知っていたマロの恋心にただ一人気づいていなかった。
イタリアンのシェフを目指していたが、前述の不器用さから断念。その後は管理栄養士を志し、大学で栄養学を勉強する。
北原マロ（きたはら マロ）
声 - 米内佑希
「フェスタ」の店長代理である少年。第一部では小学生、第二部では中学生。
初期は非常に口が悪く、とがった性格をしていたが、萌里菜など周囲の人々と接するうちに段々と丸くなっていった。料理にかける情熱は並々ならぬものがあり、年齢からは考えられないほど高い腕前の持ち主。レシピの開発にも余念がないが、考える料理は原価が高すぎるなど何らかの問題が多く、あまり実用化はされていない。
第二部では若き天才シェフとしてメディアに取りあげられることも多くなり、日本中にその名を知られている。
近野桐秀（こんの きりひで）
声 - 阿座上洋平
「フェスタ」のメインシェフである男性。
膨大な知識と卓越した技術を持つ凄腕のシェフだが、食材に話しかけるなどの奇行を繰り返す重度の変人で、作中では「食材フェチ」と揶揄されている。口数は少ないものの言いたいことはハッキリと言う性格であり、また、食材と話す際は別人のように饒舌になる。料理を粗末に扱う人間に対しては容赦がない。
藤木瑠梨（ふじき るり）
声 - 日笠陽子
「フェスタ」の経理係兼ワイン担当である女性。
折木衛（おれき えい）
声 - 八代拓
「フェスタ」のドルチェ（デザート）担当。無類の女好き。
帝莉沙羅（ていり さら）
声 - 五十嵐裕美
高級料亭「祭礼」店主の孫娘。嗅覚・味覚が鋭い。
花月李依（かげつ りい）
声 - 小林愛香
萌里菜の友人。
帝莉煮座（ていり にざ）
声 - 塾一久
高級料亭「祭礼」第13代店主。
リーガ・トニー（芸名）
声 - 高塚智人
食べ歩き年に500件以上、ブログ数百万アクセス、関連本は全てベストセラーの自称食通。

## 書誌情報
- Nab_At/渡辺敦子『ピアシェ〜私のイタリアン〜』、アース・スター エンターテイメント〈アース・スター コミックス〉、既刊2巻（2017年1月12日現在）
  1. 2015年9月12日発売[1]、ISBN 978-4-8030-0774-9
  2. 2017年1月12日発売[2]、ISBN 978-4-8030-0982-8

## テレビアニメ
『ピアシェ〜私のイタリアン〜』のタイトルで、2017年1月から3月までTOKYO MX、サンテレビにて5分枠の短編アニメで放送された。

### スタッフ
- 原作・キャラクターデザイン・作画監督 - Nab_At (渡辺敦子)
- 監督・シリーズ構成・脚本・絵コンテ・演出 - 桜井弘明
- 料理作画監督 - 狩野都
- 美術監督 - 春日礼児
- 色彩設計 - 山本未有
- 撮影監督 - 松田陵平
- 編集 - 宇都宮正記
- 音響監督 - 菊池晃一
- 音楽 - 堤博明
- 音楽制作 - ポニーキャニオン
- 音楽プロデューサー - 中山新
- プロデューサー - 上田智輝、江部敦、紙谷隆太郎、斉田秀之、前坂栄司、宮城夢乃
- アニメーションプロデューサー - 宮城夢乃
- アニメーション制作 - ZERO-G
- 製作 - トラットリア「フェスタ」常連一同

### 主題歌
エンディングテーマ「本日のとびきりBuono!」
作詞・作曲・編曲 - やしきん / 歌 - 本日のシェフ
本編内容に合わせて毎週歌詞と歌唱者が変わる。

### 各話リスト
| 話数   | サブタイトル                 | エンディング料理             | エンディング歌唱者                                           |
| ------ | ---------------------------- | ---------------------------- | ------------------------------------------------------------ |
| 第1話  | イベリコ豚のセージ風味ポワレ | イベリコ豚のセージ風味ポワレ | 千本木彩花、米内佑希                                         |
| 第2話  | アラビアータ                 | アラビアータ                 | 千本木彩花、阿座上洋平                                       |
| 第3話  | ティラミス                   | ティラミス                   | 米内佑希、八代拓                                             |
| 第4話  | カポナータ                   | カポナータ                   | 阿座上洋平、八代拓                                           |
| 第5話  | サングリア                   | サングリア                   | 日笠陽子、八代拓                                             |
| 第6話  | シェフ                       | ニョッキ                     | 米内佑希、阿座上洋平                                         |
| 第7話  | カプレーゼ                   | ペペロンチーノ               | 千本木彩花、八代拓                                           |
| 第8話  | ズッパ・イングレーゼ         | ズッパ・イングレーゼ         | 千本木彩花、五十嵐裕美                                       |
| 第9話  | フリット                     | フリット                     | 千本木彩花、日笠陽子                                         |
| 第10話 | パンナコッタ                 | パンナコッタ                 | 八代拓、五十嵐裕美                                           |
| 第11話 | タリアータ                   | 牛肉のタリアータ             | 米内佑希、五十嵐裕美                                         |
| 第12話 | インサラータ                 | インサラータ                 | 千本木彩花、米内佑希 阿座上洋平、日笠陽子 八代拓、五十嵐裕美 |

### 放送局
| 放送期間                | 放送時間                     | 放送局     | 対象地域 |
| ----------------------- | ---------------------------- | ---------- | -------- |
| 2017年1月11日 - 3月29日 | 水曜 22:30 - 22:35           | TOKYO MX   | 東京都   |
| 2017年1月12日 - 3月30日 | 木曜 0:00 - 0:05（水曜深夜） | サンテレビ | 兵庫県   |

| 配信期間                | 配信時間           | 配信サイト |
| ----------------------- | ------------------ | --- |
| 2017年1月11日 - 3月29日 | 水曜 22:30 - 22:35 | AbemaTV |
| 2017年1月18日 - 4月5日  | 水曜 22:30 更新    | Amazonビデオ / Amazonプライム / ひかりTV バンダイチャンネル / 楽天ショウタイム / HAPPY!動画 Google Play / YouTube / ビデオマーケット / ニコニコ動画 |
| 2017年1月19日 - 4月6日  | 木曜 10:00 更新    | DMM.com / VIDEX |
|                         | 木曜 12:00 更新    | アニメ放題 / U-NEXT / ムービーフルPlus |
| 2017年1月20日 - 4月7日  | 金曜 0:00 更新     | TSUTAYA TV |

### 映像ソフト
きゃにめ限定版は通常のDVDとブックレットに加えてぽにきゃん通販サイトでしか手に入らないブックレットとDVDが追加される。
| 巻 | 発売日        | 収録話         | 規格品番       | 規格品番   |
| 巻 | 発売日        | 収録話         | きゃにめ限定版 | 通常版     |
| -- | ------------- | -------------- | -------------- | ---------- |
| 上 | 2017年3月3日  | 第1話 - 第6話  | SCZP-95004     | PCZP-95097 |
| 下 | 2017年4月28日 | 第7話 - 第12話 | SCZP-95005     | PCZP-95098 |